# Трон Михайла Федоровича

Трон Михайла Федоровича на малюнку академіка Ф.Г.Солнцева, середина XIX століття.

Трон Михайла Федоровича Романова (рос. Трон Михаила Фёдоровича Романова) — царський престол, що зберігається у зібранні Збройової палати Московського кремля. 

## Історія
Трон вперше згадується в архівах Збройової Палати під 1640 як річ ще царя Івана IV Васильовича. 
|  | «Место Царское обложено золотом с каменем с большим и малым и с искрами и с жемчуги большими; на нем влагалище суконное, сверху багрец, а снизу на страфиль червлен; у влагалища по краем снурок шолков червлен; из места из пяти гнезд каменье большие выняты и заверчены в бумашку и привязаны к тому месту; а сказал дьяк Гаврила Облезов, что те каменья вынеты по Государеву имянному приказу для осмотру Государю» |

Цей розкішний витвір східного мистецтва був зроблений в 1580-і в Ірані, можливо — в країні Великого Могола. За свідоцтвом шведського мандрівника Пера Перссона де Ерлезунди, посланця до Василя Шуйського і автора «Московської хроніки» (Regin Muschowitici Sciographia, 1615), трон був подарований Івану IV Васильовичу перським шахом Тахмаспом I і первісно мав 600 діамантів, 600 смарагдів, 600 турмалінів, 600 сапфірів та 600 бірюз. 
Навіть якщо мандрівник і перебільшив, проте надзвичайна дорогоцінність цієї речі для того часу безсумнівна. В 1640-і він був перероблений московітськими майстрами. Втрачені каменці були замінені іншими. Трон вважався найдорогоціннішою реліквією царя Михайла. 
До часів Петра I трон розташовувався в Успенському соборі Московського кремля і використовувався для тронних церемоній московітських цариць. У 1703 він був зданий до Збройової Палати. 
В XVII с. царі часто тримали трон в обозі під час військових походів і смотрів, тому він значно постраждав і втратив золоті пластини на ніжках і золоту підніжку. Це зафіксоване вже у описах другої половини XVII ст. З тих часів він дійшов до нашого часу вже без втрат.

## Опис
Дерев’яна основа трону обкладена карбованими золотими пластинами, які всипані дорогоцінним і напівдорогоцінним камінням і перлинами . В цілому на троні збереглось 1325 рубінів і турмалінів, 559 бірюз, 16 перлин, 28 сапфірів та 36 інших коштовних каменів.